# Jean-Gabriel Thiébault
Jean-Gabriel Thiébault, né le 22 mars 1783 à Montmédy (Meuse) et mort le 24 janvier 1874 à Paris, est un militaire du génie, polytechnicien qui commence sa carrière sous le Consulat, la poursuit sous l’Empire et devient général sous la monarchie de Juillet.

## Biographie

### Enfance
Jean-Gabriel Thiébault né le 22 mars 1783 à Montmédy, est le fils de Charles Gabriel Thiébault et de Josèphe Rosalie Urbain. Son père est avocat en parlement, conseiller du roi et lieutenant en la prévôté royale et bailliagère de Montmédy. Son parrain est son grand-père paternel Jean Thiébault (époux de Barbe Ursule Carmouche). En 1792, Charles-Gabriel est l'un des deux juges de paix du district de Montmédy, chargé pour sa part de la ville de Montmédy.
Son frère, Joseph Charles Auspice Thiébault sera maire de Thionville (1844-1861) et chevalier de la Légion d'Honneur en 1852. Sa sœur Louise-Joseph-Madeleine-Victoire, deviendra l'épouse du général de division vicomte Jean-Baptiste Jamin, et le neveu du général Thiébault, Paul-Victor Jamin, sera le commandant de l'expédition de Chine,.
Son éducation fut prise en charge par son oncle, le curé de Montmédy, Gilles Urbain et par l'abbé Bergnier, curé de Ville-es-Cloye.

### Sous l'Empire
Ses bons résultats scolaires lui ont permis, à l'âge de seize ans et par dispense d'âge, d'être admis à l’École polytechnique (Promotion de l'an 10) le 31 octobre 1801,. Il en sort en 1803 et rejoint le 24 septembre l'école de Metz. À l'issue de ces quatre années, il s’engage dans le génie.
D'abord affecté en 1806 comme lieutenant à Luxembourg, il passe en 1809 en Espagne. Il sert notamment au siège de Valence (où il est major du génie et chef d’attaque). Dans le corps du général Dupont, il est fait prisonnier à la bataille de Bailén (juillet 1808). Il sera libéré peu après.

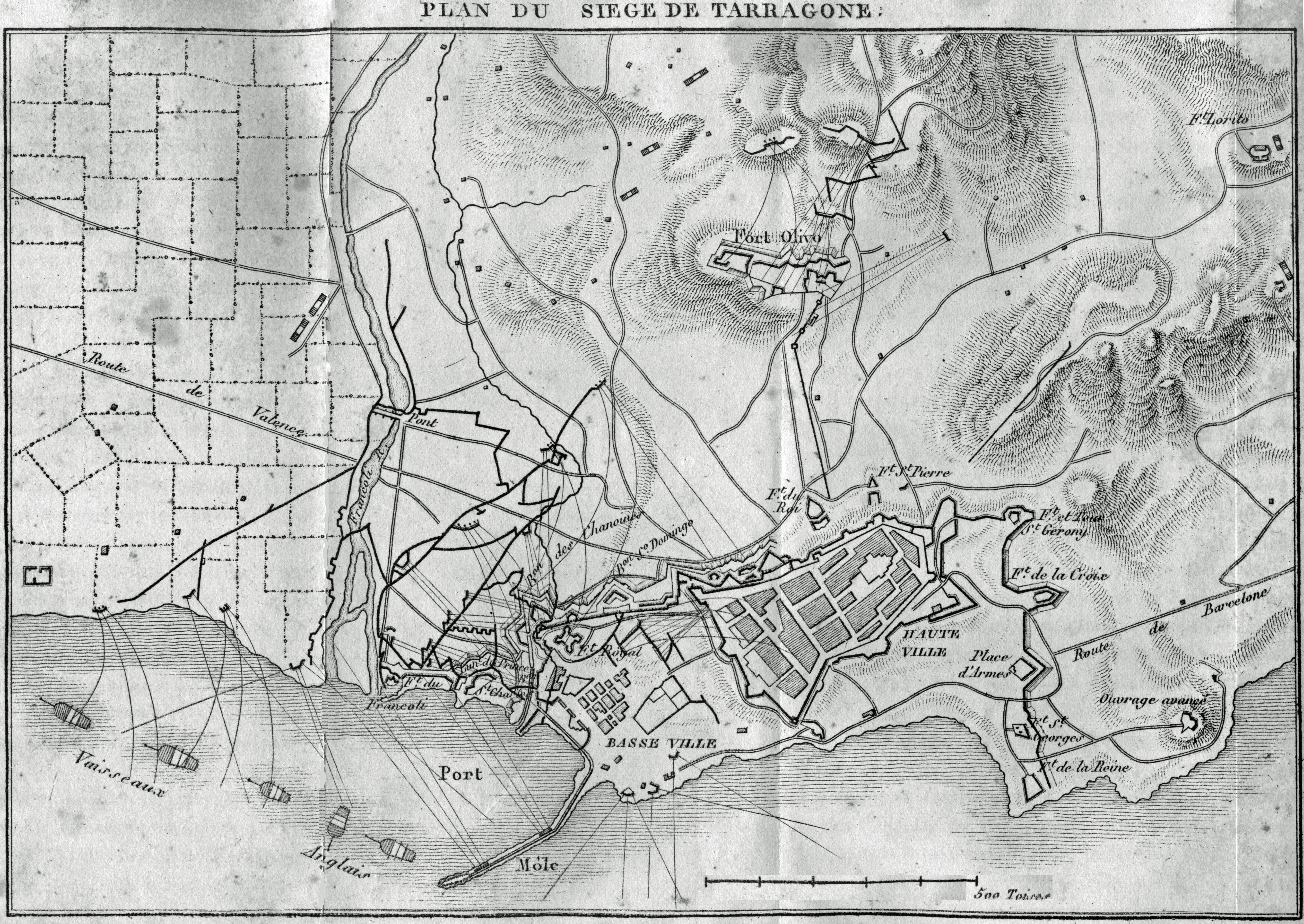
Siège de Tarragone

Passé capitaine, il est aide de camp du général Rogniat, et participe à plusieurs des plus célèbres sièges de la guerre d'Espagne : siège de Sagonte (1811), Tortosa, Tarragone et Valence,. Le 21 juin 1811 au siège de Tarragone (1811), le capitaine Thiébault, placé à la tête de 50 grenadiers et formant une des cinq colonnes d'assaut parvient à s'emparer d'une demi-lune puis en l'escaladant, du Fort Royal et pourchassant les fuyards parvient à entrer dans le bastion San Domingo. Cet acte lui vaudra d'être nommément cité dans le Moniteur Universel mais aussi de recevoir une gratification de deux mois de solde. Peu après, il recevra aussi un brevet de Chef de bataillon du génie et pour son courage encore démontré lors du siège de Sagonte en octobre 1811, il reçoit à nouveau un mois de solde en gratification soit 333 francs,. Au siège de Valence, le général Rogniat demande aux chefs de bataillons Pinot et Thiébault de remplacer le colonel du génie Henry tué en ouvrant des parallèles.
Il se distingue ensuite à Bautzen, et devient lieutenant-colonel. Il dirige ensuite la défense de l’Elbe à Dresde, et fait prisonnier par les Russes lors de la prise de cette ville, est emmené en Hongrie. Il rentre en France en 1814.
Il est alors nommé chef du génie à Sedan le 20 juillet 1814. Durant les Cent-Jours, il se rallie à l’empereur, et participe à la bataille de Waterloo en tant que chef d'état-major du génie au 3e Corps.

### Restauration
Il reste ensuite dans l’armée et en 1816, il est nommé ingénieur en chef de la place de Verdun. Il y propose un nouveau plan de fortifications qui est bien accueilli par les autorités supérieures, et il est nommé colonel en 1825. Il prend le commandement du 1er régiment du Génie. En septembre 1827, le roi Charles X passe en revue à Arras le 12e régiment de Chasseurs commandé par le comte de Maillé et à la citadelle le 1er régiment du Génie sous les ordres du colonel Thiébault. En  août 1831, il quitte ce commandement pour prendre la direction de la place de Verdun comme directeur du Génie en remplacement du colonel de Beaufort d'Hautpoul, décédé. Il prend ensuite la direction du Génie de la Place de Metz le 1er octobre 1833. À ce titre, il a sous sa responsabilité, les directions de Metz et de Mézières, l'école régimentaire du génie et l'arsenal du génie à Metz, le 2e régiment du Génie et une compagnie d'ouvriers.
Sous la monarchie de Juillet, il est envoyé en Algérie, et participe au siège de Constantine. Le 24 mars 1838, il est remplacé à son poste de directeur des fortifications en Afrique par le colonel Vaillant, à sa demande pour pouvoir remplir un poste équivalent en métropole. La même année, il est nommé aux fortifications de Lyon qu'il commence à construire. Il fait ensuite un passage comme directeur de la 24e Direction des fortifications, celle de Paris, alors que la construction des nouvelles fortifications voulues par Thiers et dirigée par le général Dode de la Brunerie débute. Nommé général le 22 janvier 1843, il est presque aussitôt (29 janvier) affecté au Comité des fortifications. Il sera remplacé à la tête de la division des fortifications de Paris par le colonel Gilberton à titre provisoire, en attendant l'arrivée du colonel Cathala.
Deux ans plus tard, il est admis dans le cadre de réserve le 23 mars 1845 et mis à la retraite le 12 avril 1848.

### Second Empire
Le 23 janvier 1853, il est, conformément au décret de l'Empereur Napoléon III, relevé de la retraite et remis dans le cadre de la réserve (2e section de l'État-major général de l'armée).
Il meurt à l'âge de 90 ans à son domicile, 23 rue de Miroménil à Paris. Il est inhumé le 27 janvier 1874, son cercueil étant porté par les généraux Prudhon, Dubost, Durand-Devillers et le colonel Merlin (du 1er régiment du Génie).

## États de services
- 1808 : capitaine
- 1813 : lieutenant-colonel
- 1825 : colonel
- 1843 : général

## Décorations
- Commandeur de la Légion d'honneur (1831)[26],[27].
- Chevalier de l'ordre royal et militaire de Saint-Louis[11],[7].
- Médaille de Sainte-Hélène[28].

### Biographies
- Gustave Vapereau, « Thiébault (Jean-Gabriel) », dans Dictionnaire universel des contemporains, Paris, 1865, 3e éd., p. 1712.
- Bonnabelle, « Les comtes de Chiny et la ville de Montmédy », dans Mémoires de la Société des Lettres , Sciences et Arts de Bar-le-Duc., vol. 5, Bar-le-Duc, Contant-Laguerre, 1875 (lire en ligne), p. 40, 64-65.
- Jean François Louis Jeantin, Manuel de la Meuse. Histoire de Montmédy et des localités meusiennes, vol. 2, Nancy, 1862 (lire en ligne).
- « Thiébault (Jean-Gabriel) », dans Pierre Larousse, Grand dictionnaire universel du XIXe siècle, vol. 15, Larousse, 1866, 1528 p. (lire en ligne), p. 123.
- Société Philomatique de Verdun, Valeurs et Célébrités meusiennes, Verdun, Les éditions Lorraines Frémont, 1953, 219 p., « Thiébault (Jean-Gabriel) », p. 195
- Charles L. Leclerc, Biographie des grands Lorrains, S.M.E.I. (Société messine d'éditions et d'impression), 1975, 221 p., « Thiébault (Jean-Gabriel) », p. 207

### Nécrologie avec notice biographique
- « Ce qui se passe (nécrologie) », Le Gaulois, Paris, vol. 7e année, no 1934,‎ 28 janvier 1874 (lire en ligne)
- « Mr le général Thiébault est mort hier soir », Le Figaro, Paris, vol. 21e année, no 26,‎ 26 janvier 1874 (lire en ligne)
- « Le général Thiébault », Le Petit Moniteur Universel, Paris, no 27,‎ 27 janvier 1874, p. 2 (lire en ligne)
- « Gazette du Jour (nécrologie du général Thiébault) », La Presse, Paris, vol. 39e année,‎ 27 janvier 1874, p. 3 (lire en ligne)

### Mentions, actions ou notices simples
- Honoré Fisquet, Dictionnaire des célébrités de la France, vol. 651-655, A. Pilon, 1879, 914 p., p. 327
- (en) Lawrence Barnett Phillips, The Great Index of Biographical Reference, Gebble Company, 1881, 1036 p. (lire en ligne), p. 901
- le Comte Suchet, « A.S. A.S. le prince de Neufchâtel et de Wagram », La Gazette nationale ou le Moniteur universel,‎ 8 juillet 1811 (lire en ligne, consulté le 22 juin 2021).
- Bruno Colson, Le général Rogniat ingénieur et critique de Napoléon, Paris, Economica, 2006.